# Francesco Caruso (poeta)
Francesco Caruso (Carusi) (Bisaccia, ... – Sulmona, 4 settembre 1593) è stato un vescovo cattolico e poeta italiano.

## Biografia
Nacque a Bisaccia in un anno ignoto e controverso della prima metà del XVI secolo: l'Orlando Cafazzo propone il 1505, mentre il Lo Parco sostiene che sarebbe nato nel 1526. L'opera di Giovan Battista II Manso, I Paradossi, ci narra che il Caruso in gioventù rivestì la carica di segretario di Giovan Battista I Manso (avo dell'autore de I Paradossi e possessore del feudo di Bisaccia), e che combatté la guerra di campagna tra re Filippo II di Spagna e papa Paolo IV, conclusasi nel 1557.
Successivamente, attorno al 1567, decise di abbracciare la vita religiosa, entrando a far parte dell'Ordine dei frati minori conventuali, dove, qualche anno dopo, il 3 giugno 1571, divenne magister theologiæ. A questo periodo risale la composizione di un poema, Il sacro epitalamio della sposa dei Cantici, edito a Genova. A parte un sonetto composto in occasione delle nozze tra Giovan Battista II Manso e Costanza Belprato, non ci sono pervenute altre opere, ma quelle che scrisse gli furono sufficienti per guadagnarsi l'amicizia di autori eminenti, come Torquato Tasso.
Il 31 marzo 1585 divenne vescovo della diocesi di Sulmona-Valva, esercitando alternativamente il suo ufficio  a Sulmona e nel palazzo vescovile di Pentima (oggi Corfinio, in provincia dell’Aquila), dove costruì anche una residenza gentilizia per i propri familiari. Rivestì la carica episcopale fino al suo decesso, avvenuto il 4 settembre 1593 proprio a Sulmona. 